# Marshall Applewhite
Pour les articles homonymes, voir Applewhite.
 (septembre 2016).
Si vous disposez d'ouvrages ou d'articles de référence ou si vous connaissez des sites web de qualité traitant du thème abordé ici, merci de compléter l'article en donnant les références utiles à sa vérifiabilité et en les liant à la section « Notes et références ».
Marshall Herff Applewhite  est né le 17 mai 1931 à Spur au Texas et décédé le 26 mars 1997 à Rancho Santa Fe en Californie était un leader de secte. Il a fondé la secte Heaven's Gate.

## Biographie

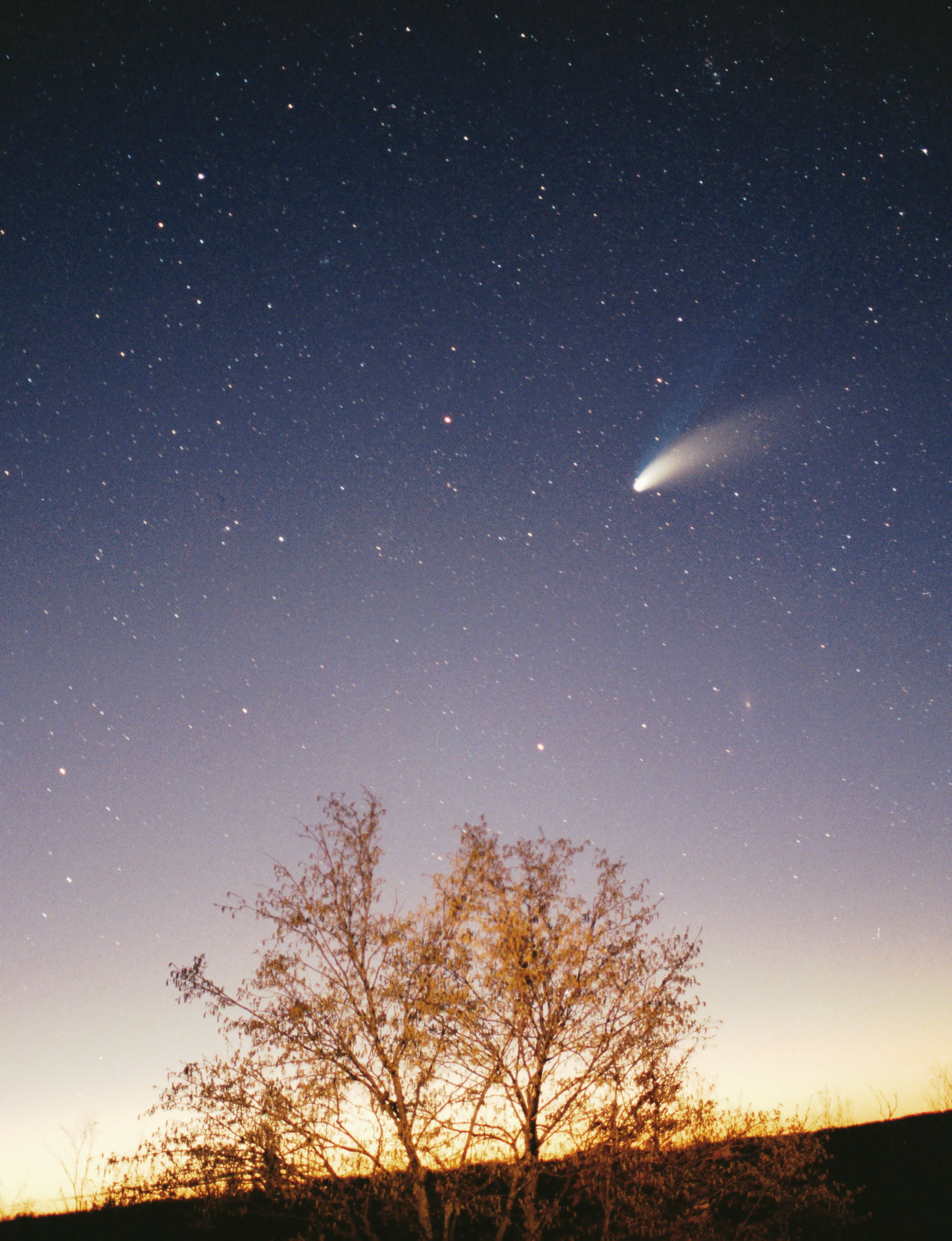
La comète Hale-Bopp au début de 1997.

Au début des années 1970, Marshall Applewhite prétend avoir vécu une expérience de mort imminente lors d'une crise cardiaque. Il rencontre une infirmière, Bonnie Nettles, avec qui il s'isole, renonce à la sexualité et fonde un groupe sectaire : Heaven's Gate (« la Porte du Paradis »). Selon leur croyance, les extraterrestres sont à l'origine de la vie sur Terre. Progressivement s'installe la certitude que le monde va être « recyclé » : la seule chance de survie consiste à la quitter au plus vite. Début 1997, la comète Hale-Bopp illumine le ciel du monde entier ; Applewhite assure qu'un vaisseau se cache derrière l'astre et qu'il viendra chercher les membres de la secte.
Le 26 mars 1997, il se suicide avec 38 adeptes dans une villa de San Diego en Californie, en avalant des barbituriques.

## Dans la Culture Populaire
Evan Peters le mentionne dans la saison 7 d'American Horror Story